# L'indifferenza/Sarà domani
"L'indifferenza / Sarà domani" pubblicato nel 1974 è un 45 giri della cantante italiana Iva Zanicchi.

## Tracce
Lato A
- L'indifferenza - 4:18 - (P. Maggi)

Lato B
- Sarà domani (Serpico) dal film omonimo - 3:18 - (R. Vecchioni-R. Pareti-Mikīs Theodōrakīs)